# 王照 (萬曆進士)
王照（？—？），字湛臺，號涤玄，河南汝寧府光州商城縣人，民籍，明朝政治人物。

## 生平
八岁失父，从学于兄王煦，过目不忘，人以神童称之。萬曆十年（1582年）壬午科河南鄉試舉人，万历二十六年（1598年）登戊戌科进士，户部觀政，次年授冠縣知縣，邑故土城，易之以砖。学宫、县治，次第修建。听讼不差拘使原告，转集被者，乡民止食一饼，而讼词已结，群颂为「王一饼」云。三十二年升蘇州府同知，三十六年升南京户部员外郎，三十七年升户部郎中，管扬州鈔关，徵商税，减于常额之半，而输国课一如常额。继有友人罹狱，以力不能救，遂弃官归。居乡不置田园，尝谓二子王侹、王俹曰：予八岁失父，犹自成立，今若曹不能勉为之。四十四年起補保定府通判，改河间府通判，四十六年升刑部主事，四十八年升员外郎，天啓元年升山东司郎中，天启二年（1622年）壬戌起知淮安府，卒于官。

## 家族
祖父王浙，四川威茂道副使。